# 芒特黑利鎮區 (密歇根州)
芒特黑利鎮區（英語：Mount Haley Township）是位於美國密歇根州密德蘭縣的一個行政鎮區。

## 地方資料
芒特黑利鎮區的面積為61.83平方千米，當中陸地面積為61.70平方千米，而水域面積為0.13平方千米。根據2020年美國人口普查的數據，當地共有人口1609人，而人口密度為每平方千米26.02人。